# Cửa khẩu Vĩnh Xương
Cửa khẩu quốc tế Vĩnh Xương là cửa khẩu quốc tế đường thủy tại xã Vĩnh Xương, tỉnh An Giang, thuộc vùng Đồng bằng sông Cửu Long Việt Nam.
Cửa khẩu quốc tế Vĩnh Xương thông thương với cửa khẩu quốc tế Khaam Samnor ở xã K'am Samnar, huyện Leuk Daek, tỉnh Kandal, Campuchia  10°54′53″B 105°10′54″Đ / 10,914815°B 105,18154°Đ.
Cửa khẩu quốc tế Vĩnh Xương ở bờ phải sông Tiền, cùng với cửa khẩu quốc tế Thường Phước bên bờ trái sông, điều phối thông thương đường thủy trong vùng sang Campuchia.

## Hoạt động
Cửa khẩu quốc tế Vĩnh Xương cùng với cửa khẩu quốc tế Tịnh Biên và cửa khẩu quốc gia Khánh Bình là các thành tố chính lập ra khu kinh tế cửa khẩu An Giang .